# Gobierno de Cataluña
El Gobierno de Cataluña  (en catalán, Govern de Catalunya; en occitano, Govèrn de Catalonha) es una de las instituciones estatutarias que conforman la Generalidad de Cataluña. Es el órgano superior colegiado al que el Estado, por medio del estatuto de autonomía, cede la potestad de dirigir la política y la Administración de la Generalidad de Cataluña. Asimismo, asume la función ejecutiva y la potestad reglamentaria por delegación del Estado, en virtud del Estatuto de autonomía, la Constitución española de 1978 y otras leyes.

## Composición
Componen el Gobierno de la Generalidad el presidente de la Generalidad, el consejero primero del Gobierno, si procede, y los Consejeros.

### El presidente de la Generalidad de Cataluña
El presidente de la Generalidad de Cataluña (president) ostenta la más alta representación de la Generalidad de Cataluña y la ordinaria del Estado en Cataluña. Asimismo, dirige y coordina la acción del Gobierno regional. Como miembro del Gobierno regional, le corresponden competencias tales como establecer las directrices generales de la acción de su gobierno y asegurar su continuidad, nombrar y separar a los consejeros, convocar y presidir reuniones del Ejecutivo regional, pedir que el Parlamento regional se reúna de forma extraordinaria, pedir hacer un debate de política general en el Parlamento regional, firmar los decretos acordados por el Gobierno regional y ordenar que se publiquen y coordinar el programa legislativo del Gobierno regional. En los casos en que no haya primer consejero, le corresponde también convocar y presidir las comisiones del Gobierno regional, facilitar la información que el Parlamento de Cataluña solicite al Gobierno regional y encargar a un consejero o consejera que se encargue del despacho o de las funciones de un departamento en caso de ausencia, enfermedad o impedimento de la persona titular.

### Los Consejeros
La Administración de la Generalidad está integrada por los departamentos en que se organiza el Gobierno, incluido el de la Presidencia.
Al frente de cada departamento hay un consejero (conseller). Cada departamento tiene, además, una secretaría general y se estructura en servicios, que se pueden agrupar en direcciones generales.

## Funcionamiento del Gobierno
El Gobierno es convocado por el presidente y, para la validez de sus deliberaciones y de los acuerdos que adopte, es necesario que estén presentes el presidente o, en caso de que le sustituya, el primer consejero, y la mitad de los consejeros. 
Los acuerdos del Gobierno se adoptan por mayoría; en caso de empate, el voto del presidente dirime. Los dichos acuerdos tienen que constar en acta, de la que tiene que dar conocimiento el secretario del Gobierno, la regulación y las funciones del cual las establece un reglamento.
Los miembros del Gobierno están obligados a guardar secreto de las deliberaciones de este o de las opiniones y los votos que cada cual emita. Tampoco puede divulgar los documentos que conocen por razón de su cargo mientras no se hayan hecho públicos oficialmente.

## Composición del Gobierno (2024-)
| ← Gobierno de Salvador Illa (Desde el 10 de agosto de 2024) |                   |                                                           |
| Partido político                                            |                   | Partido de los Socialistas de Cataluña                    |
| Partido político                                            | Units per Avançar |                                                           |
| Partido político                                            | Independiente     |                                                           |
| Presidencia                                                 |                   |                                                           |
| Presidente                                                  |                   | Salvador Illa i Roca Desde el 10 de agosto de 2024        |
| Portavocía del Gobierno                                     |                   |                                                           |
| Portavoz del Gobierno                                       |                   | Sílvia Paneque i Sureda Desde el 12 de agosto de 2024     |
| Consejerías                                                 |                   |                                                           |
| Presidencia                                                 |                   | Albert Dalmau Miranda Desde el 12 de agosto de 2024       |
| Economía y Hacienda                                         |                   | Alícia Romero Llano Desde el 12 de agosto de 2024         |
| Interior y Seguridad Pública                                |                   | Núria Parlon i Gil Desde el 12 de agosto de 2024          |
| Justicia y Calidad Democrática                              |                   | Ramon Espadaler Parcerisas Desde el 12 de agosto de 2024  |
| Territorio, Vivienda y Transición Ecológica                 |                   | Sílvia Paneque i Sureda Desde el 12 de agosto de 2024     |
| Salud                                                       |                   | Olga Pané Mena Desde el 12 de agosto de 2024              |
| Educación y Formación Profesional                           |                   | Esther Niubó Cidoncha Desde el 12 de agosto de 2024       |
| Derechos Sociales e Inclusión                               |                   | Mònica Martínez Bravo Desde el 12 de agosto de 2024       |
| Empresa y Trabajo                                           |                   | Miquel Sàmper Rodríguez Desde el 12 de agosto de 2024     |
| Igualdad y Feminismo                                        |                   | Eva Menor Cantador Desde el 12 de agosto de 2024          |
| Unión Europea y Acción Exterior                             |                   | Jaume Duch Guillot Desde el 12 de agosto de 2024          |
| Investigación y Universidades                               |                   | Núria Montserrat Pulido Desde el 12 de agosto de 2024     |
| Agricultura, Ganadería, Pesca y Alimentación                |                   | Òscar Ordeig i Molist Desde el 12 de agosto de 2024       |
| Deportes                                                    |                   | Bernardo Álvarez Merino Desde el 12 de agosto de 2024     |
| Cultura                                                     |                   | Sònia Hernández Almodóvar Desde el 12 de agosto de 2024   |
| Política Lingüística                                        |                   | Francesc Xavier Vila Moreno Desde el 12 de agosto de 2024 |
| Secretaría general del Gobierno                             |                   |                                                           |
| Secretario general del Gobierno                             |                   | Javier Villamayor Caamaño Desde el 12 de agosto de 2024   |

## Gobiernos de Cataluña desde la instauración de la democracia
| Partido Político | Partido Político | Partido Político                                    | Partido Político  |                                        | Convergencia Democrática de Cataluña |
| Partido Político | Partido Político | Partido Político                                    | Partido Político  | Partido de los Socialistas de Cataluña |                                      |
| Partido Político | Partido Político | Partido Político                                    | Partido Político  | Convergència i Unió                    |                                      |
| Partido Político | Partido Político | Partido Político                                    | Partido Político  | Junts pel Sí (CDC-ERC-DC-MES)          |                                      |
| Partido Político | Partido Político | Partido Político                                    | Partido Político  | Junts per Catalunya                    |                                      |
| Partido Político | Partido Político | Partido Político                                    | Partido Político  | Esquerra Republicana de Catalunya      |                                      |
| Legislatura      | Gobierno         | PG                                                  | Presidente        | Presidente                             | Elecciones                           |
| I legislatura    | Pujol I          | List CDC                                            | Jordi Pujol       |                                        | 1980                                 |
| II legislatura   | Pujol II         | List CDC                                            | Jordi Pujol       |                                        | 1984                                 |
| III legislatura  | Pujol III        | List CDC                                            | Jordi Pujol       |                                        | 1988                                 |
| IV legislatura   | Pujol IV         | List CDC                                            | Jordi Pujol       |                                        | 1992                                 |
| V legislatura    | Pujol V          | List CDC                                            | Jordi Pujol       |                                        | 1995                                 |
| VI legislatura   | Pujol VI         | List CDC                                            | Jordi Pujol       |                                        | 1999                                 |
| VII legislatura  | Maragall         | List PSC ERC ICV-EUiA                               | Pasqual Maragall  |                                        | 2003                                 |
| VIII legislatura | Montilla         | List PSC ERC ICV-EUiA                               | José Montilla     |                                        | 2006                                 |
| IX legislatura   | Mas I            | List CiU                                            | Artur Mas         |                                        | 2010                                 |
| X legislatura    | Mas II           | List CiU                                            | Artur Mas         |                                        | 2012                                 |
| XI legislatura   | Puigdemont       | List Junts pel Sí (Formado por CDC, ERC, DC y MES ) | Carles Puigdemont |                                        | 2015                                 |
| XII legislatura  | Torra            | List JxC ERC PDeCAT                                 | Quim Torra        |                                        | 2017                                 |
| XII legislatura  | Aragonès (e)     | List JxC ERC PDeCAT                                 | Pere Aragonès     |                                        | 2017                                 |
| XIII legislatura | Aragonès         | List ERC JxCat (2021-2022)                          | Pere Aragonès     |                                        | 2021                                 |